# Síndrome de fasciculação benigna
Síndrome de fasciculação benigna (SFB) é um transtorno neurológico caracterizado pela fasciculação do tecido muscular estriado. As fasciculações podem ocorrer em qualquer músculo do corpo contudo é mais comum nas pálpebras, braços, pernas e pés. Entretanto até mesmo a língua pode ser afetada. As fasciculações podem ser ocasionais ou continuas. Geralmente um movimento no músculo faz parar as fasciculações imediatamente, mas retorna uma vez que o músculo volta a ficar em descanso.

## Sinais e sintomas
O principal sintoma da síndrome de fasciculação benigna é o movimento involuntário dos músculos (fasciculações), que podem ocorrer randomicamente ou em tempos específicos (ou em certas regiões).  O quadro geral da SFB é o seguinte:
- Fasciculações (sintoma primário)
- Blefaroespasmo (contrações nas pálpebras)
- Fadiga generalizada
- Dor muscular
- Ansiedade (pode ser a causa)
- Intolerância ao exercício
- Sensação de fleuma na garganta, quando não há nenhuma
- Parestesia[4]
- Cãibra ou espasmos[5]

Outros sintomas incluem:
- Hiper-reflexia[2]
- Espasticidade[6]
- Tremor
- Coceira
- Mioclonia

Sintomas da SFB são tipicamente presentes quando o músculo está em descanso e não é acompanhado por fraqueza muscular severa. Em alguns casos de SFB, fasciculações podem “pular” de uma parte do corpo para outra. Por exemplo, pode começar nos músculos da perna, então depois de alguns segundos ir para a testa, depois abdômen, etc. Dificilmente os músculos são afetados ao mesmo tempo.
Ansiedade é uma causa comum da SFB, e muitos pacientes sofrem de hipocondria pois a síndrome de fasciculação benigna compartilha vários sintomas com doenças muito mais sérias, tal como a esclerose lateral amiotrófica (ELA).

## Causas
A causa precisa da SFB é desconhecida, e não se sabe se é uma doença dos nervos motores, da junção neuromuscular ou dos músculos. Ainda que as fasciculações possam ser sintomas de doenças sérias como lesão da medula espinhal, distrofia muscular, doença de Lyme, doença de Creutzfeldt-Jakob, neurofibromatose ou esclerose lateral amiotrófica (ELA), causas como SFB e excesso de esforço são muito mais comuns.
SFB pode também ser atribuída pelo longo uso de anticolinérgicos como difenidramina e opiáceos como a morfina.  
Deficiência de magnésio pode causar tanto ansiedade como as fasciculações, assim como deficiência de vitamina D. 
Estudos recentes encontraram evidências entre fasciculações generalizadas e/ou parestesia com gravidades neuropáticas em 82% dos casos em que o eletromiograma  apresentou condições normais.

## Diagnóstico
O diagnóstico da SFB é um diagnóstico por exclusão, em outras palavras, outras causas das fasciculações (a maioria das neuropatias periféricas, tais como doença de Lyme ou esclerose lateral amiotrófica) devem ser eliminadas antes da SFB ser considerada. Já que a SFB aparentemente não causa nenhum dano nos nervos (ao menos o observado no eletromiograma), pacientes irão exibir um eletromiograma normal (onde a única anormalidade são as fasciculações).
Outra etapa importante para o diagnóstico de SFB é checar se o paciente apresenta alguma fraqueza clinica. Fraqueza clinica é determinada por um série de testes físicos, como observar a habilidade de andar da pessoa. Testes físicos incluem levantar cada perna, movimentar os pés e dedos para frente e para trás, apertar objetos e estender os braços e as pernas. Se é notado que o paciente é incapaz de realizar qualquer resistência física, a fraqueza clinica é diagnosticada. 
Ausência de fraqueza clínica como um resultado de eletromiograma normal (com apenas fasciculações) elimina a possibilidade de doenças mais sérias.

## Tratamento
Algum controle das fasciculações pode ser alcançado com os mesmos medicamentos usados para tratar tremor essencial (bloqueador beta-adrenérgico e  anticonvulsivos). Entretanto, o tratamento mais efetivo é tratar qualquer sinal de ansiedade. Nenhuma droga, suplementos ou outro tratamento foi capaz de curar completamente a doença. Nos casos que a deficiência de magnésio é a causa das fasciculações, suplementos de magnésio podem ser efetivos em reduzir os sintomas.
Em muitos casos, a severidade dos sintomas da SFB podem ser reduzidos significativamente através de uma redução diária de estresse. Maneiras comuns para reduzir o estresse incluem: se exercitar mais, dormir mais, trabalhar menos, meditação, e eliminar toda a dieta baseada em cafeína (café, chocolate, etc)
Se dores musculares são presentes com as fasciculações, pacientes devem usar ibuprofeno ou paracetamol durante as fases de dores mais agudas.